# Morten Mortensen Hegelund
Morten Mortensen Hegelund, okänd födelseplats och födelsetid. Död omkring 1560 (1558-1567) var en präst vid Budolfi Kirke i danska Aalborg. Det är känt att han studerade i Rostock och avlade filosofie kandidatexamen 1514 samt magisteraxamen 1517 där. Psalmförfattare representerad med en bearbetning i danska psalmböcker från 1553 med psalmen Det hellige kors, vor Herre selv bar publicerad bland andra i Psalmebog for Kirke og Hjem.

## Fotnoter
1. ↑  Se befordran till bakkalarn av Morten Mortensen Hegelund i Rostocker Matrikelportal
2. ↑  Se befordran till magistern av Morten Mortensen Hegelund i Rostocker Matrikelportal